# Salle de concert Glinka
Le théâtre de Zaporijjia , en ukrainien Концертний зал імені Михайла Глінки, est une salle de spectacle d'Ukraine situé à Zaporijjia. Elle se trouve au 183 de l'avenue Sobornyi.